# 洛陽礦業集團
洛陽礦業集團有限公司，簡稱洛陽礦業集團（英語：Luoyang Mining Group Company Limited），於2006年由洛陽市政府安排把旗下洛阳栾川钼业集团股份有限公司（為香港交易所主板上市）、河南华豫资源开发有限公司、洛阳国兴矿业有限公司、洛阳矿业集团汝阳天鑫矿业有限公司等企業，組成一家控股公司。
現時業務在國內和全球經營各類金屬礦業、科技等，現時總部位於河南洛阳新区开元大道256号洛阳银行大厦16楼。董事長為段玉賢，總經理為秦传钧。

## 連結
- lyky.cn